# Scuola dei mariti
La scuola dei mariti (His Jazz Bride) è un film muto del 1926 diretto da Herman C. Raymaker. La sceneggiatura si basa su The Flapper Wife, un romanzo pubblicato a New York nel 1925 scritto da Beatrice Burton che, nello stesso anno pubblicò anche il seguito del libro.

## Trama
Il giovane avvocato Dick Gregory non riesce a tenere dietro alle spese folli della moglie Gloria e alla vita frenetica che è costretto a condurre. Ma quando Edward Martindel, un altro avvocato che appartiene a uno studio rivale, gli offre una grossa somma per corromperlo, Dick rifiuta quel denaro sporco, provocando l'ira della moglie. Dopo un ennesimo litigio, Gloria decide di andarsene in crociera con alcuni amici. Alec Seymour, un amico di famiglia, avvisa Dick che la nave su cui si è imbarcata sua moglie è priva di alcune delle più elementari regole di sicurezza. Il giovane avvocato, allora, raggiunge Gloria che riesce a salvare dal naufragio. Lei, pentita, si riconcilia con il marito, promettendogli di abbandonare i suoi comportamenti sfrenati.

## Produzione
Il film fu prodotto dalla Warner Bros. che, l'anno seguente, produsse anche il seguito della storia, il film Footloose Widows.

## Distribuzione
Il copyright del film, richiesto dalla Warner Bros. Pictures, Inc., fu registrato il 12 dicembre 1925 con il numero LP22121.
Distribuito dalla Warner Bros., il film uscì nelle sale cinematografiche statunitensi il 15 gennaio 1926. In Gran Bretagna, fu distribuito il 30 agosto 1926 dalla Gaumont British Distributors.
Non si conoscono copie ancora esistenti della pellicola che viene considerata presumibilmente perduta.